# Mordechaj Zar
Mordechaj Zar (hebr.: מרדכי זר, ang.: Mordechai Zar, ur. 14 stycznia 1914 w Meszhedzie, zm. 16 grudnia 1982) – izraelski polityk, w latach 1959–1961 i 1963–1974 poseł do Knesetu z list Mapai i Koalicji Pracy.
W wyborach parlamentarnych w 1959 po raz pierwszy dostał się do izraelskiego parlamentu. W kolejnych wyborach nie dostał się do parlamentu, jednak 17 maja 1963 objął mandat po śmierci Ammiego Asafa. Zasiadał w Knesetach IV, V, VI i VII kadencji.